# Kosmos 656
Kosmos 656 (ryska: Космос-656) var en obemannad testflygning i Sovjetunionens Sojuzprogram. Farkosten sköts upp med en Sojuz-raket från Kosmodromen i Bajkonur den 27 maj 1974.
Farkosten återinträdde i jordens atmosfär och landade i Sovjetunionen två dagar efter uppskjutningen.